# Грибы (фильм)
«Грибы» (англ. Shrooms) — ирландский фильм ужасов 2007 года режиссёра Пэдди Бретнэка, основанный на реальных событиях. В Ирландии фильм собрал 2 863 доллара, в остальном мире 4 951 758 долларов. Фильм вышел в прокат в ноябре 2007 года в Европе (Великобритания и Ирландия) и в феврале 2008 года в США.

## Сюжет
Группа приятелей едет в Ирландию к своему другу Джейку, который обещал сходить с ними в поход за галлюциногенными грибами в лес. В ходе сбора грибов и дальнейшего их употребления, одна из девушек, Тара съедает гриб, съедение которого может привести к смерти. Если же съевший гриб человек выживет, то он, по одной из друидских легенд, получит возможность видеть будущее. Таре удаётся выжить, и её действительно начинают посещать странные видения, в которых она видит смерть своих друзей. Кроме того, Тара видит убийц — чёрного брата и мальчика с мешком на голове, одинокого близнеца, а также ещё одного мальчика, одичавшего среди собак — и не может понять, реальны ли они, или это воплощения её фантазии. Эти персонажи выходят из легенды, рассказанной Джейком у костра в ту ночь, когда Тара отравилась.

## В ролях
| Актёр          | Роль  |
| -------------- | ----- |
| Джек Хьюстон   | Джейк |
| Линдси Хоун    | Тара  |
| Роберт Хоффман | Блуто |
| Макс Кэш       | Трой  |
| Майя Хазен     | Лиза  |
| Элис Грецин    | Холли |

## Критика
На агрегаторе обзоров Rotten Tomatoes рейтинг составляет 22% на основе 18 отзывов критиков. Уолтер Аддиего из San Francisco Chronicle сказал: «Возможно, на 10 минут новизна просмотра ирландского слэшера, в котором жертвами являются студенты колледжа, спотыкающиеся о психоделики, сможет удержать ваше внимание».